# Nuevos Ministerios
Ne doit pas être confondu avec Nuevos Ministerios (métro de Madrid).
Nuevos Ministerios (en français : Nouveaux ministères) est un complexe gouvernemental situé dans l'arrondissement Centre de Madrid, en Espagne. Le complexe abrite plusieurs ministères : Équipement, Travail, Sécurité sociale et Transition écologique. Le complexe est situé dans le bloc délimité par le Paseo de la Castellana, la rue Raimundo Fernández Villaverde, la rue Agustín de Betancourt et la place San Juan de la Cruz.

## Histoire
Le projet original fut l'œuvre de l'architecte Secundino Zuazo Ugalde et fut bientôt parrainé par le ministre des Travaux publics de l'époque, Indalecio Prieto. Sa construction a commencé en 1933 et, bien qu'elle ait été paralysée pendant la guerre civile, l'ensemble du complexe a été achevé en 1942. Il abrite actuellement le siège du ministère du Travail et du ministère de l'Équipement, entre autres. L'ensemble du complexe architectural est intégré dans le centre AZCA, l'un des centres d'affaires et de bureaux les plus importants de la capitale. À proximité se trouve également la station Nuevos Ministerios, un échangeur multiple avec des services de bus, de métro et de Cercanías.

Nuevos Ministerios
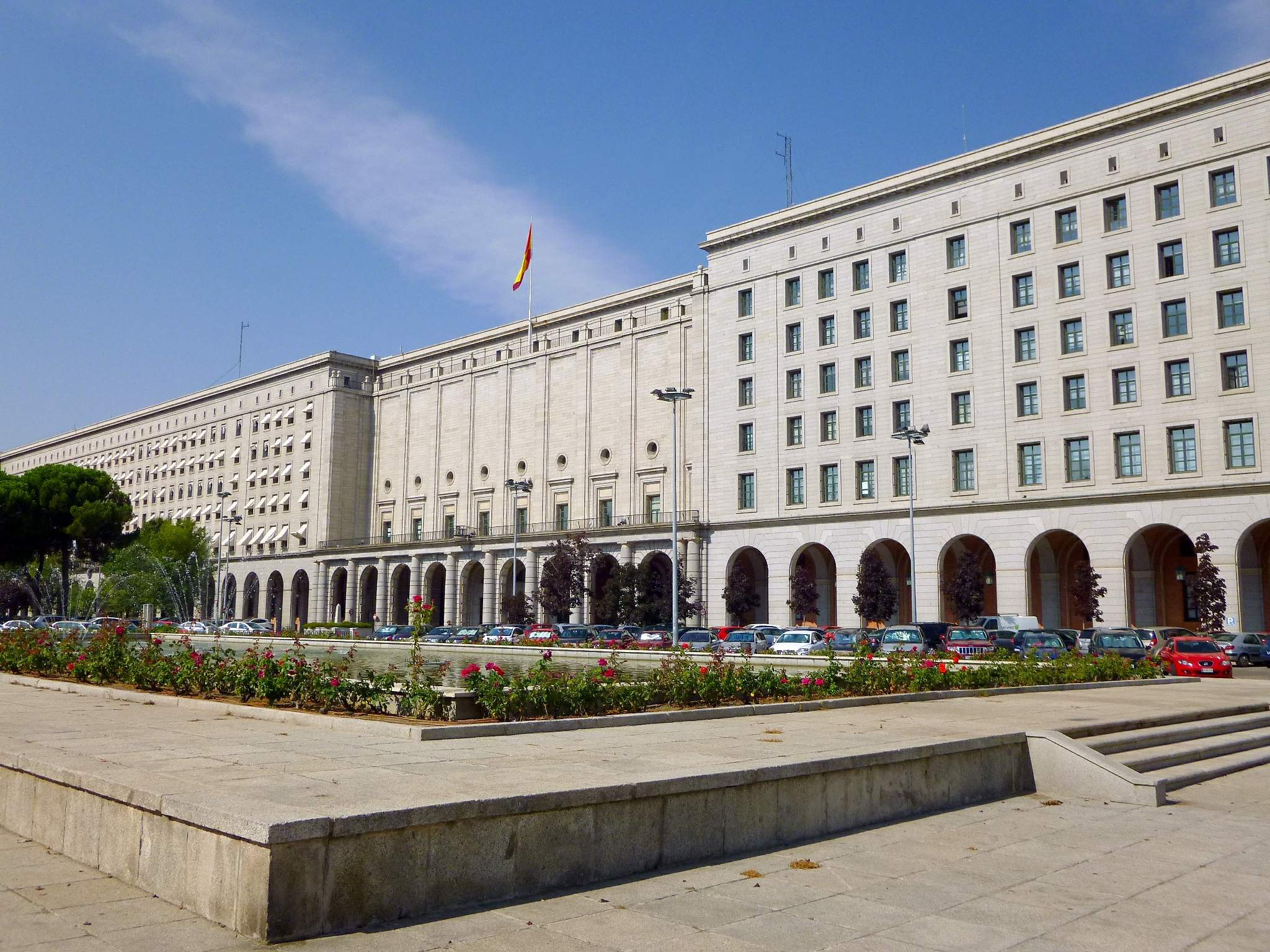
Nuevos Ministerios.
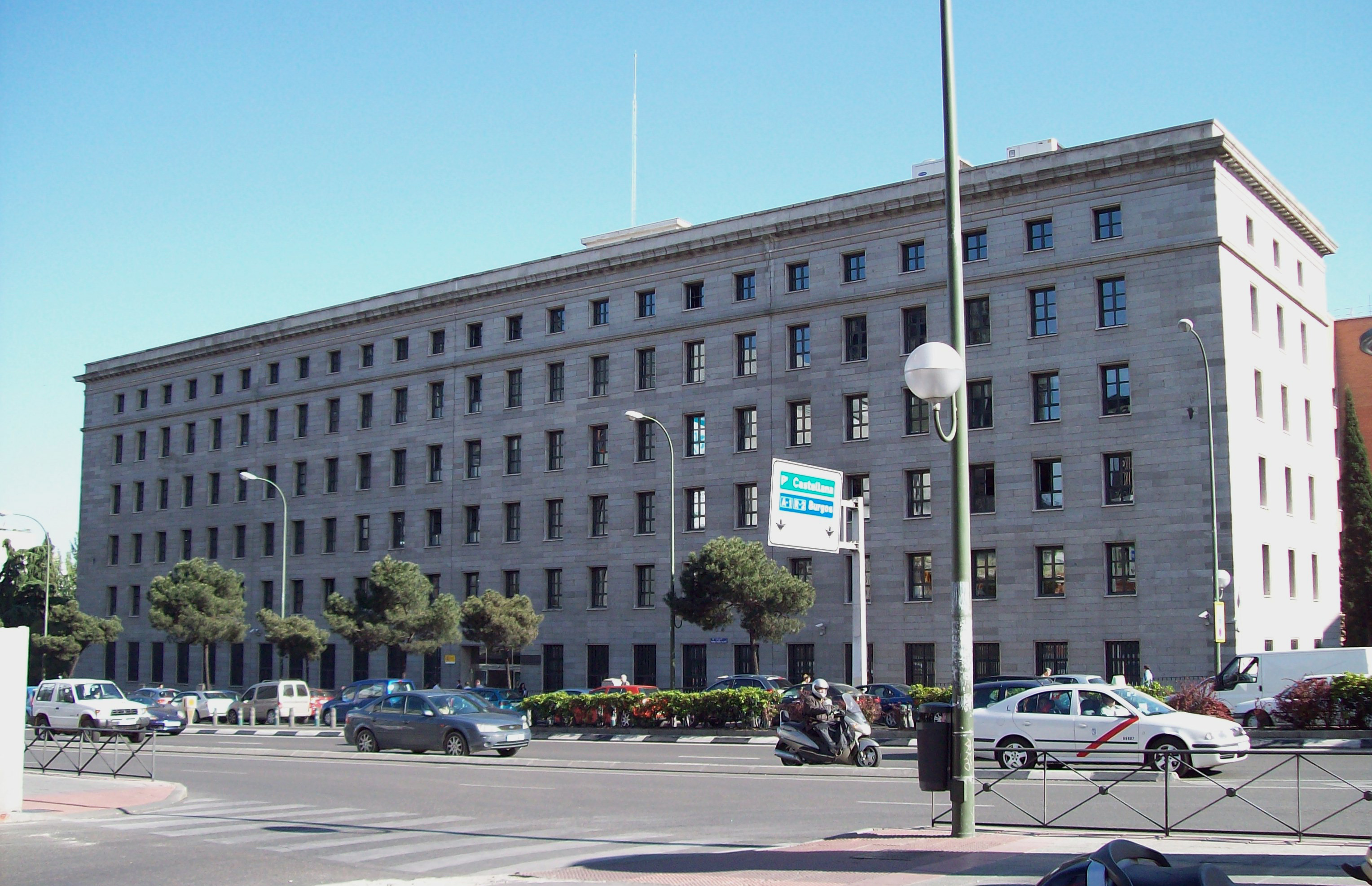
Côté nord
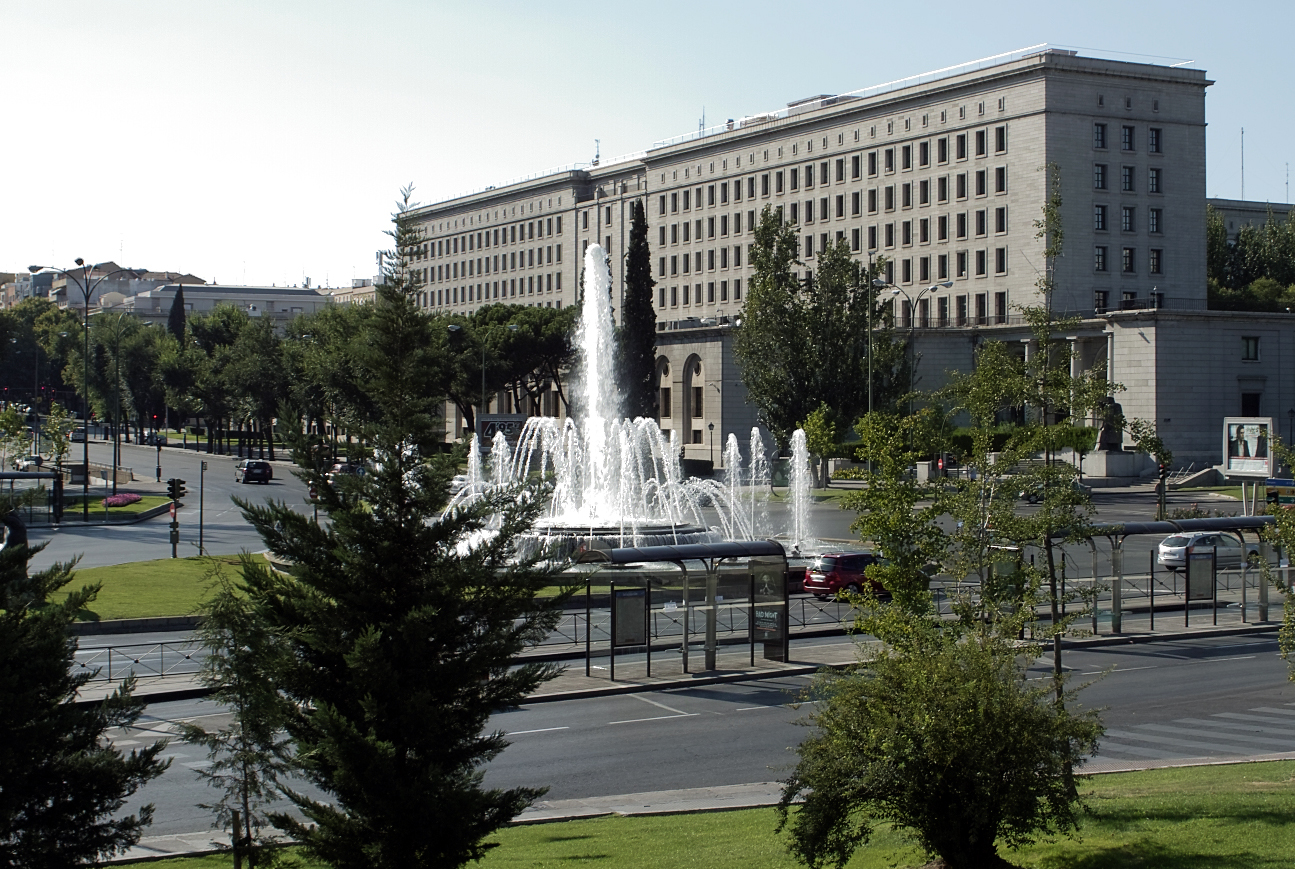
Côté sud
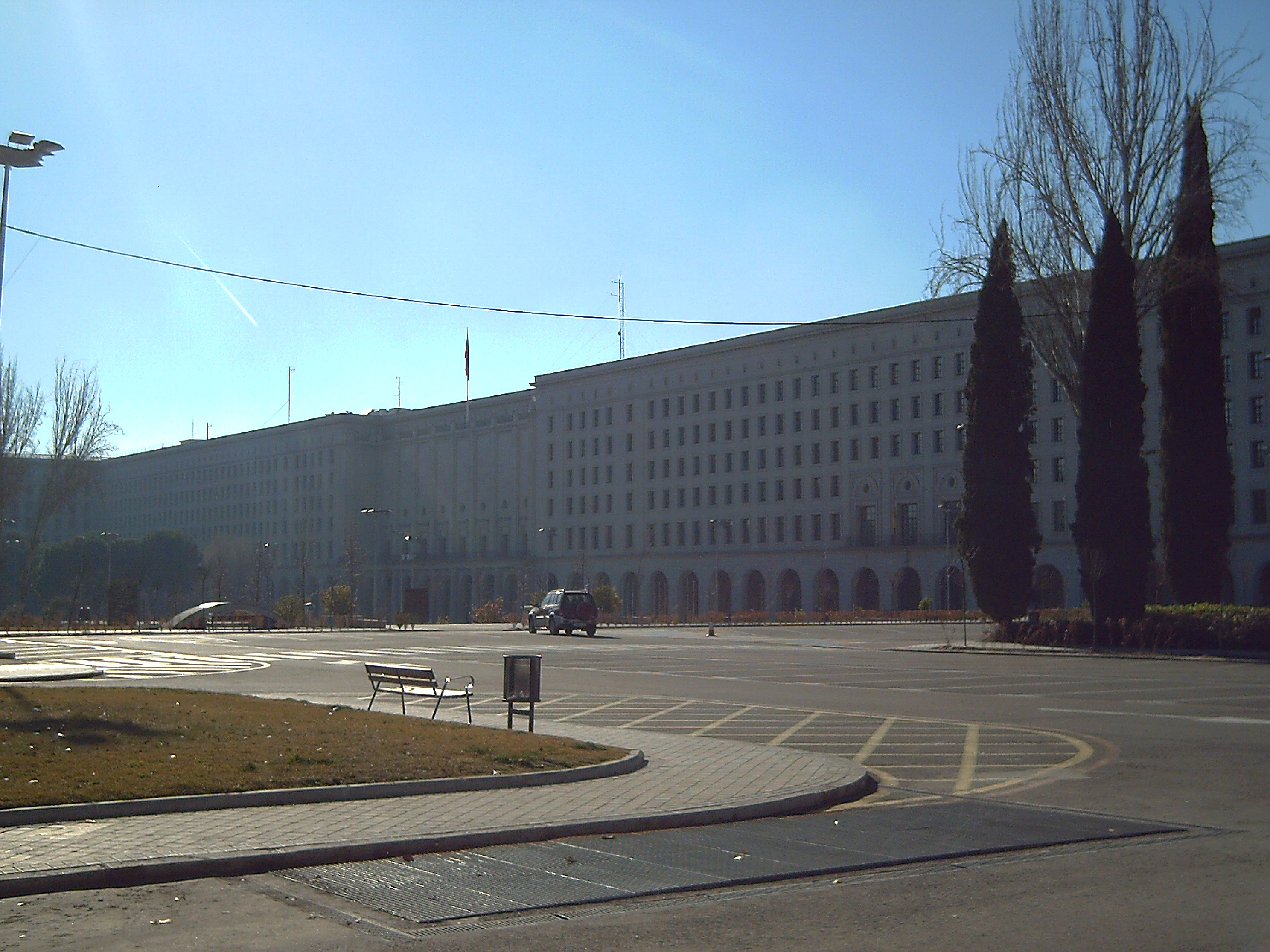
Côté est

## Voir également
- Nuevos Ministerios (métro de Madrid)